# 新马集镇
新马集镇，是中华人民共和国安徽省阜阳市界首市下辖的一个乡镇级行政单位。

## 行政区划
新马集镇下辖以下地区：
马集村、王楼村、前李村、王俄村、刘窑村、老王寨村、申湖村、于楼村和谢庙村。